# 苹果新闻
苹果新闻（Apple News）是苹果公司发布的一款新闻阅读应用程序。它随iOS 9操作系统在苹果WWDC 2015开发者大会上发布。该应用随后在iOS 10中被完全重新设计并在WWDC 2018上推出macOS版本。至2018年10月，苹果新闻月活跃用户已经达到9000万。2019年3月，苹果发布Apple News+新闻付费订阅服务，涵盖三百余份杂志和华尔街日报等报纸。苹果新闻现在可用于美国、英国、加拿大和澳大利亚。

## 历史
- 2015年6月，苹果在WWDC 2015上随iOS 9正式推出“新闻”app。[4]
- 2016年6月，随着iOS 10的发布，苹果将“新闻”app的界面全部重新设计，新界面采用杂志式的设计风格，与Apple Music新采用的设计语言一致。同时，新闻主题订阅和重大新闻通知功能也被加入应用。[5]
- 2016年11月，苹果宣布新闻app独立用户数量突破5000万。同月，Apple News的广告服务被外包给NBCUniversal。
- 2017年7月，苹果允许新闻出版商在Apple News中自由选择广告投放商，放弃了自营广告。[6]
- 2019年3月25日，苹果发布Apple News+订阅服务，费用9.99美元/月，涵盖国家地理等三百余份杂志和华尔街日报、人民日报、环球时报、南華早報、中國時報、蘋果日報、聯合報、华盛顿邮报、纽约时报、泰晤士报、每日電訊報、每日邮报、費加洛報等数份报纸。同时，“新闻”app的图标也被重新设计，原有的“报纸”元素完全消失。[2]其中包括福斯廣播公司、美國廣播公司、英国广播公司、新华社、中国中央电视台、路透社、环球电视及CNN。
- 2020年7月，美國的Apple News+订阅用戶可以收聽新聞（Audio），而且可以通過CarPlay收听新闻。[7]